# Theganopteryx remotevittata
Theganopteryx remotevittata är en kackerlacksart som först beskrevs av Werner 1913.  Theganopteryx remotevittata ingår i släktet Theganopteryx och familjen småkackerlackor.
Artens utbredningsområde är Sudan. Inga underarter finns listade i Catalogue of Life.